# Simsalabim (musikalbum av Wizex)
Simsalabim släpptes den 23 maj 2012 och är ett studioalbum av det svenska dansbandet Wizex. Som singel släpptes Simsalabim.

## Låtlista
1. Simsalabim
2. Ser hela himlen öppnar sig
3. Vi vänder blad
4. Det här e bara början
5. Tack och hej
6. Mina drömmars stad
7. In my Dreams
8. Ett eget land
9. En liten bit du
10. Vandrar hand i hand
11. Himmel no 7
12. Lyckan älskar mig
13. Alla vill till himmelen (bonusspår)
14. Bra vibrationer (bonusspår
15. Sjumilakliv (bonusspår)

## Listplaceringar
| Lista (2012) | Topplacering |
| ------------ | ------------ |
| Sverige      | 17           |

### Fotnoter
1. ↑  ”Simsalabim”. Swedishcharts. 26 februari 2012. http://swedishcharts.com/showitem.asp?interpret=Wizex&titel=Simsalabim&cat=a. Läst 11 oktober 2014.